# 招魂碑
招魂碑，位於臺灣新北市瑞芳區第十九號公墓。昭和9年（1934）12月，由當時臺陽鑛業株式會社社長顏國年和瑞芳鑛業所所長翁山英所立，以悼念採礦喪生的採金人。2003年登錄為新北市歷史建築「臺陽公司瑞芳辦事處歷史建築群」之一。

## 簡介

### 立碑緣由
清光緒15年（1889）基隆河八堵河床發現砂金，引來大量淘金客，後來溯溪而上，發現九份地區小金瓜露頭，為含金的石英脈，吸引了更多採金客到瑞芳。採礦風險高，紛爭多，從清末到日治時期昭和年間，為了挖掘金礦，死傷多人。
根據碑文內容所示，瑞芳礦區自清末乙酉年（1885）開採至昭和9年（1934）即將屆滿50年，故由當時臺陽鑛業株式會社社長顏國年與瑞芳礦業所所長翁山英共同起議，在原本亂葬崗處建碑（瑞芳區第十九號公墓，九份隔頂停車場上方），以表達向數十年來在九份地區採礦犧牲生命者的弔念尊崇之意。

### 碑碣概述
招魂碑完成於昭和9年（1934）冬天，以長方形錐體雕刻「招魂碑」，碑文縱高約79公分，橫寬約50公分，雕刻在基座正面， 材質為安山岩，立碑人顏國年、翁山英，碑文無題，由基隆保粹書房漢學教師李石鯨撰文，以文述事，九份漢學教師吳如玉落筆書寫，蔣文峯鐫刻製碑，作工精美。
碑文陽面設有階梯，陰面擋土牆設有安置骨灰罈穴位。 

## 碑文內容
| “ | 黃金固貴矣 而人命尤重 惟人乃肉體 焉能與金石爭壽乎 然則因鑿山探鑛 冀得黃金而喪厥生命者 斯可哀已 本山自前清乙酉開掘以來 迄今恰滿五十週年 其間為業務而作犧牲者都若干人 黃金永在 而犧牲者往矣 其英靈馮依是鄉也 固宜後之業此者 將何以慰妥之乎 此招魂碑之所由建而楚些所以歌也 其辭曰 惟寶藏之沉沉兮 惟億萬而無窮究 鑛物之日昏昏兮 籍淘披於人工 疇開物以成務兮 拚犧牲於人叢 或殉職於場外兮 或失事於坑中 穿山根與石骨兮 誠有功於金融 身雖沒而縹緲兮 魂猶戀於是鄉 歌楚些而來歸兮 依豐碑以尊崇 形屼屼而永在兮 長對峙於鷄峰 靈依稀而不□兮 鑒生存之瓣 香唱大招於年年兮 佑後人以安康 李石鯨撰 吳如玉書 蔣文峯鐫 昭和九年甲戍十二月 臺陽鑛業株式會社社長顏國年 臺陽鑛業瑞芳鑛業所所長翁山英 同建 | ” |

## 文化資產價值
石碑保存完善，立碑緣由、立碑者與九份發展史有直接關聯，符合「具歷史文化價值者」之評定基準。因此，2003年臺北縣政府將臺陽公司瑞芳辦事處歷史建築群（包含瑞芳辦事處、招魂碑、八番坑、頌德碑、修路碑）公告為歷史建物。

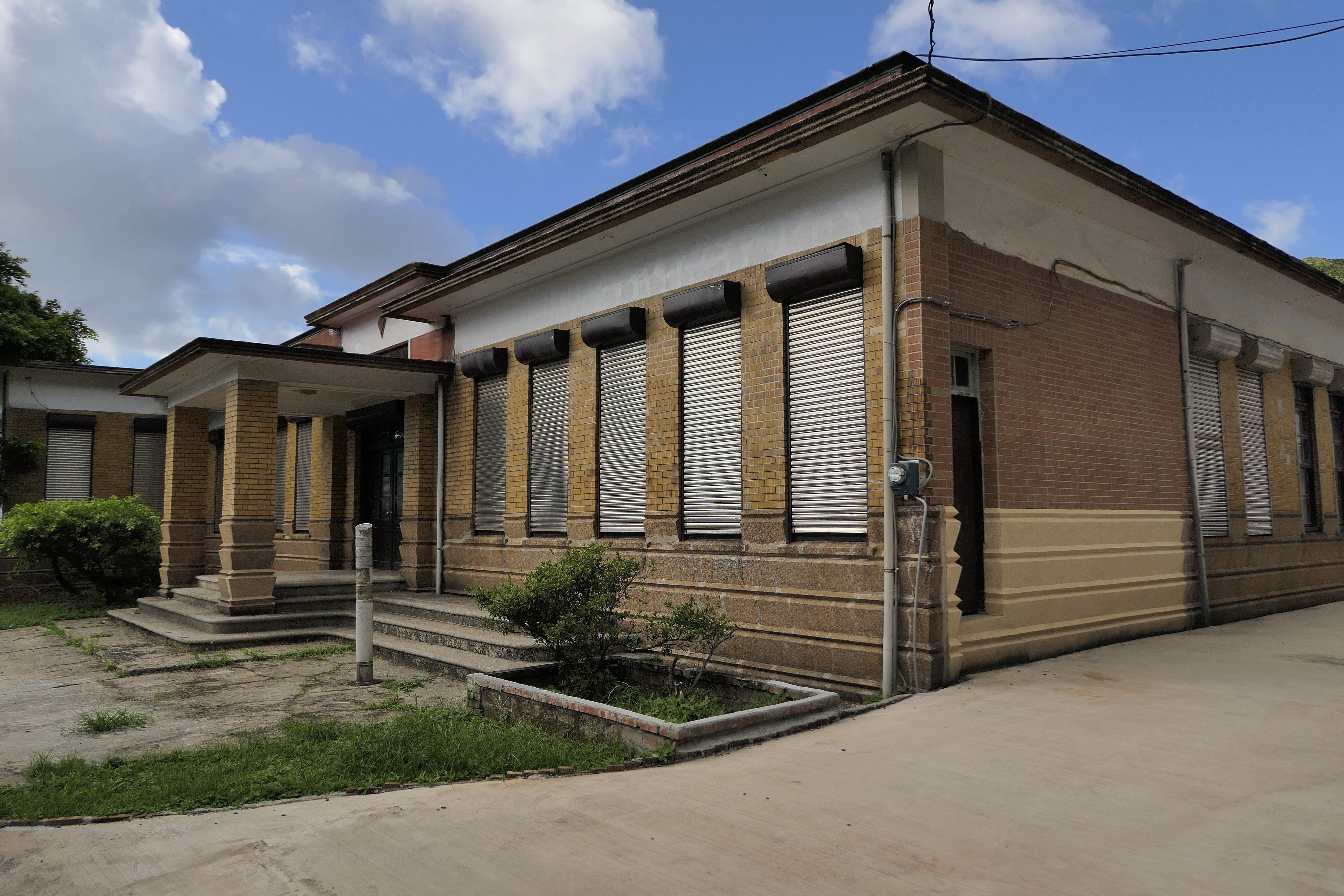
臺陽公司瑞芳辦事處
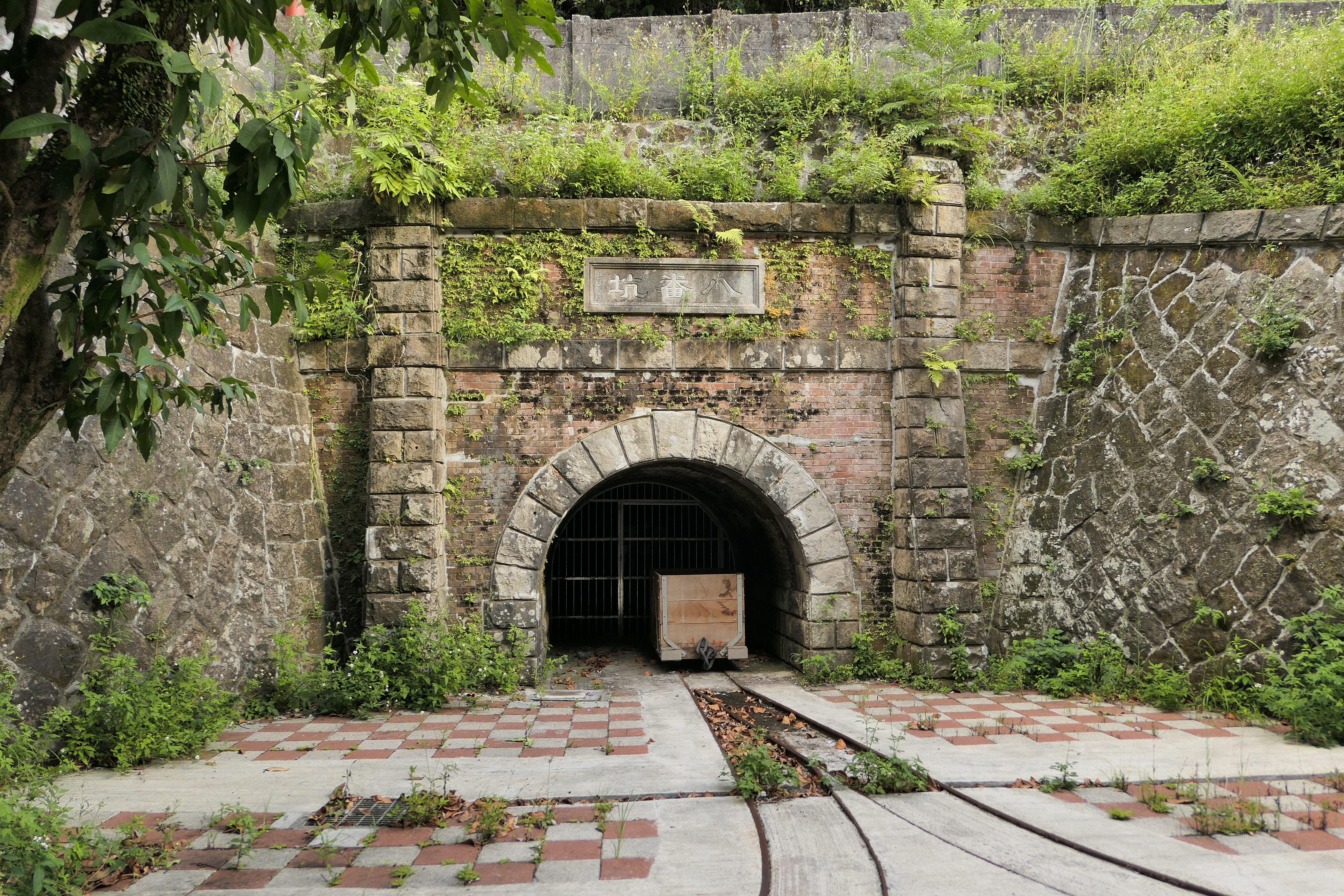
八番坑
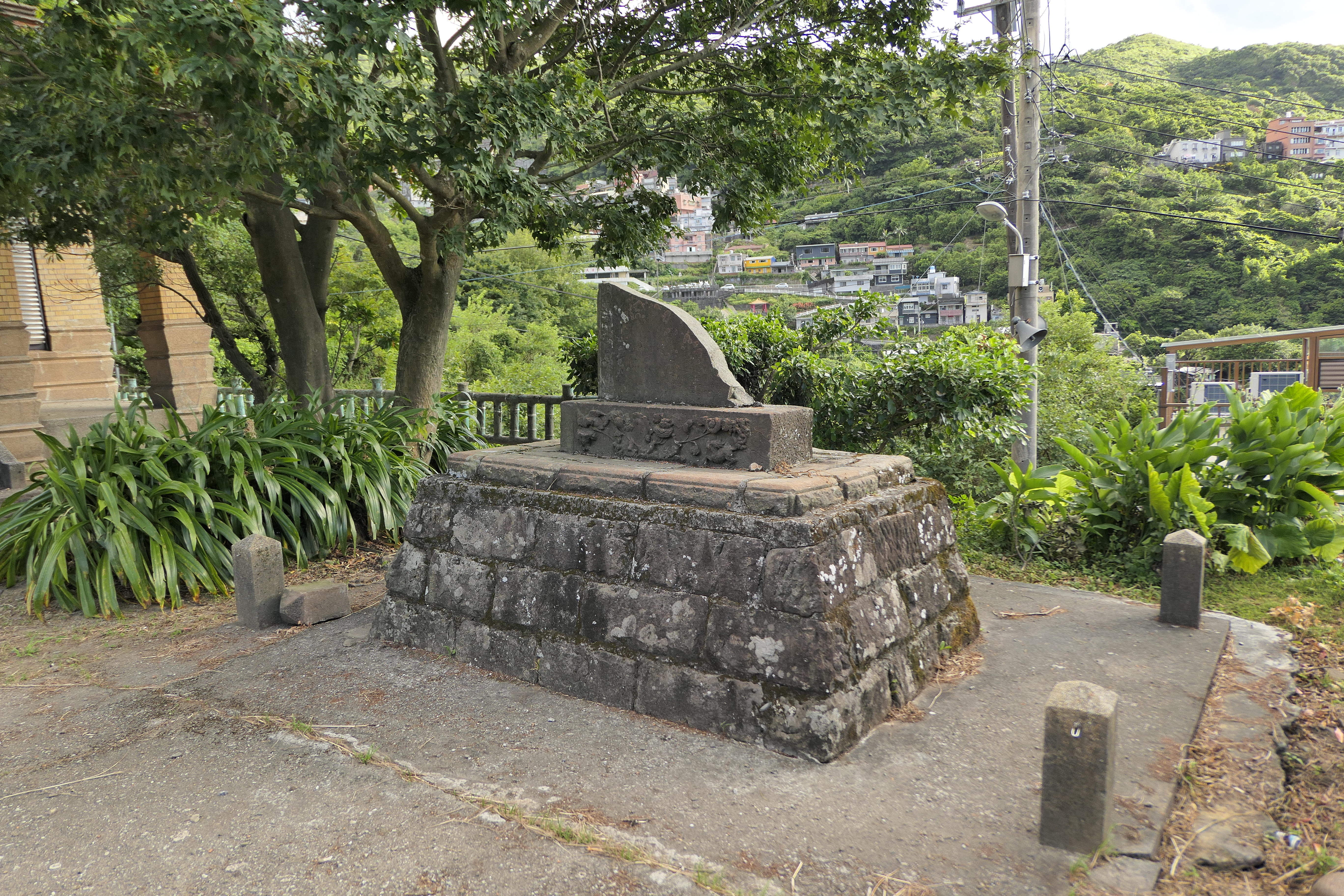
修路碑